# Alfred Rosenberg
Alfred Rosenberg (Reval, hoy Tallin, Imperio ruso, 12 de enero de 1893 - Núremberg, Alemania, 16 de octubre de 1946) fue un ingeniero arquitectónico y constructor[cita requerida] de profesión y posteriormente un político, escritor y criminal de guerra alemán báltico, ideólogo principal del nazismo y responsable político de los territorios ocupados por Alemania durante la Segunda Guerra Mundial en Europa Oriental.
Está considerado uno de los autores principales claves en propagar los conceptos ideológicos nazis, específicamente su filosofía racista supremacista, el antisemitismo militante, la idea del Lebensraum, la derogación del Tratado de Versalles y la oposición al arte moderno, llamado «degenerado». También es conocido por su tenaz rechazo a las religiones en particular el rechazo al cristianismo, y por el rol central que desempeñó en la promoción de lo que él llamaba «cristianismo positivo», una ideología sectaria que pretendía una transición del cristianismo a una nueva fe nazi que negaba las raíces hebreas de las creencias cristianas.
Fue procesado en Núremberg, sentenciado a muerte y ahorcado como criminal de guerra.

## Biografía

### Primeros años
Proveniente de una familia de germanos bálticos, empezó la carrera de Arquitectura en 1910 en la Escuela Politécnica de Riga (que más tarde sería la Universidad de Letonia). A consecuencia de la evolución de la Primera Guerra Mundial, las autoridades rusas decidieron evacuar en 1915 la Escuela Politécnica, incluidos los profesores, a Moscú, donde siguió estudios de Ingeniería en la Escuela Superior Técnica de Moscú, los cuales culminó en 1917 graduándose como ingeniero arquitecto-constructor.
Desde su juventud defendió la idea de la "pureza racial" de los alemanes étnicos. Este pensamiento le llevó a rechazar a los bolcheviques; por ello, durante la Revolución de Octubre, Rosenberg apoyó a los contrarrevolucionarios rusos en las costas del Báltico. Tras el fracaso de estos y el triunfo de los nacionalistas estonios y letones, emigró a Alemania en 1918, junto con Max Scheubner-Richter, quien se convirtió en una suerte de mentor de Rosenberg y de su ideología. Llegó a Múnich y contribuyó con Dietrich Eckart a la publicación del Völkischer Beobachter (Observador del Pueblo). Para esta época, Rosenberg era un convencido antisemita muy influido por el libro de Houston Stewart Chamberlain, Las bases del siglo XIX, uno de los libros claves protonazis de la "teoría racial" del nazismo. Asimismo, era un antibolchevique, como resultado del exilio de su familia.

### Ascenso en la jerarquía nazi
Rosenberg fue uno de los primeros miembros del Partido de los Trabajadores Alemanes (Deutsche Arbeiterpartei o DAP, posteriormente Partido Nacionalsocialista Obrero Alemán, el Partido nazi), al hacerse miembro en enero de 1919 con el número de ficha 625; Adolf Hitler no se inscribiría hasta septiembre de 1919. Rosenberg también había sido un miembro de la Sociedad Thule, junto con Dietrich Eckart. Después de que el Völkischer Beobachter se convirtiera en el periódico oficial del Partido Nazi en 1923, Rosenberg fue su redactor, actividad que realizó hasta 1938. Rosenberg fue un miembro destacado de la Aufbau-Vereinigung (Organización de Construcción, una organización germana-rusa que tuvo una influencia crítica en la política nazi temprana). Rosenberg fue en su juventud muy influido por Houston Stewart Chamberlain, en las doctrinas racistas reformuladas del concepto de Übermensch (el "superhombre", de Friedrich Nietzsche) y en Joseph Arthur de Gobineau.
En 1929, Rosenberg fundó el Kampfbund für deutsche Kultur (Alianza de Lucha para la Cultura Alemana), como entidad promotora del racismo en favor de su "teoría racial", donde por influencias de Houston Stewart Chamberlain y Joseph Arthur de Gobineau exaltó la "superioridad racial" de los pueblos de la llamada raza aria, a quienes Rosenberg atribuía haber sido un pueblo indoeuropeo que generó las grandes culturas de la Antigüedad clásica (Grecia, Roma, Persia) y cuyos "descendientes superiores" serían los pueblos de la Europa nórdica. Para entonces Rosenberg era ya antimaterialista y antimarxista, conceptos que con gran sapiencia dominaba y a la vez odiaba. Comenzó en años posteriores a interesarse por el ocultismo, doctrina de la cual ya no se separaría jamás. En esta época viaja a Francia, Bélgica y los Países Bajos.
Posteriormente, Rosenberg formó el Instituto para el Estudio de la Cuestión Judía o Institut zur Erforschung der Judenfrage (preparado desde 1939 y inaugurado el 26 de marzo de 1941), dedicado a estudiar el judaísmo para legitimar "científicamente" la persecución de los judíos y la política racial nacionalsocialista y también a registrar la historia del judaísmo desde una perspectiva fuertemente antisemita. En 1930, Rosenberg fue nombrado diputado en el Reichstag de la República de Weimar por el Partido Nazi. Tendrá el escaño hasta 1945. También en 1930 publicó su libro sobre teoría racial, El mito del siglo XX (Der Mythus des 20. Jahrhunderts), que trataba sobre temas centrales en la ideología nacionalsocialista, tales como la «cuestión judía». Rosenberg había pretendido que su libro fuera una secuela de la obra de Houston Stewart Chamberlain, exaltando a los alemanes étnicos como una "raza superior" entre los arios, y por extensión, superior en todo el mundo. 
A pesar de haber vendido más de un millón de ejemplares hasta 1945, la influencia de El mito del siglo XX dentro del nazismo (fuera de proveer una cubierta intelectual) sigue siendo dudosa. A menudo, se afirma que se trataba de un libro oficialmente venerado en el nazismo, pero que muy pocos lo leyeron en realidad más allá del primer capítulo o incluso muchos militantes nazis lo encontraron incomprensible. Hitler lo calificó como «cosas [que] nadie puede entender» y desaprobó su tono pseudo-religioso mientras que otros líderes nazis como Göring, Himmler, o Goebbels, no ocultaban comentarios despectivos o burlones hacia el texto de Rosenberg. El mismo Hitler declaró que El mito del siglo XX era un texto que "no contenía la ideología oficial del nazismo" y no dio indicios de haberlo leído en su totalidad.

### Tercer Reich

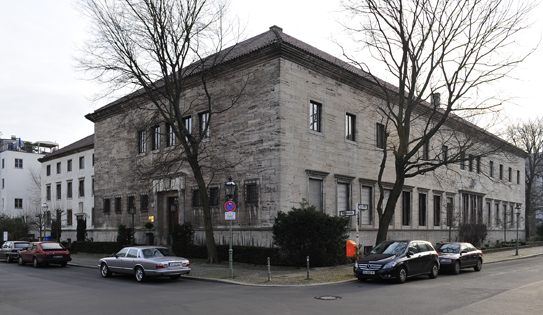
A partir de 1942 la oficina del ministro de los Territorios Ocupados del Este, Alfred Rosenberg

En 1933, tras el ascenso del nazismo al poder, Rosenberg fue ascendido a jefe de la Oficina de Asuntos Exteriores del NSDAP, cargo que tendrá hasta 1945, aunque "en febrero de 1943 [tuvo lugar] la disolución efectiva" de la Oficina. Desde este cargo se apropió de las obras de arte y otros enseres pertenecientes a museos y a colecciones privadas de judíos alemanes.
En 1933 asume el puesto de Reichsleiter del NSDAP, mientras sus ideas moldean las Leyes de Núremberg, que inician la franca persecución de judíos en Alemania. En 1939, Rosenberg puso al fascista noruego Vidkun Quisling en contacto con Hitler para hablar sobre un posible golpe de Estado en Noruega. Quisling era un exoficial del ejército noruego que también sostenía ideas de la "superioridad racial aria" y ansiaba apoyo nazi para un proyecto político similar en su patria. 
La actitud de Rosenberg hacia el bolchevismo soviético habría influido en Hitler, a quien convenció de la amenaza comunista y de la supuesta fragilidad de la estructura política soviética. El llamado judeo-bolchevismo era aceptado como un objetivo para el expansionismo alemán desde inicios de los años 1920, pero el declarado odio de Rosenberg hacia las religiones en general (incluido el cristianismo) causó que sus postulados raciales no fueran difundidos masivamente por la propaganda nazi, para no perder el apoyo de los cristianos conservadores de Alemania. Pese a esto, Rosenberg no abandonó sus convicciones anticristianas y las promovió siempre que fuera posible, poniendo especial énfasis en denunciar las "malévolas raíces judaicas y cosmopolitas" de la fe cristiana, atacando al catolicismo como "bastión judaizante" y censurando al protestantismo por no haber creado una "fe nacional alemana" en la época de la Reforma protestante.
Tras la Batalla de Francia y a instancias de Hitler, Rosenberg se encargó de buscar en suelo francés todo tipo de material relacionado con las ideas y teorías políticas que apuntalaran su creencia en la "raza superior".

### En Europa Oriental
En 1941, Rosenberg fue nombrado ministro del Reich para los Territorios Ocupados del Este, puesto que ostentaría hasta 1945. Esto ilusionó a Rosenberg con las políticas que habría de utilizarse contra los "arios degenerados", como denominaba a los eslavos en general. Así, una vez empezada la invasión alemana de la URSS, Rosenberg planeó estimular el anticomunismo entre los pueblos de Ucrania, el Báltico, y el Cáucaso para "incorporar" a tales grupos étnicos en la "cruzada antibolchevique" de Hitler, para lo cual Rosenberg consideró prudente aconsejar a Hitler el uso de una política "moderada" (aunque nunca humanitaria) hacia estas etnias.
Los deseos de Rosenberg partían de considerar que la Unión Soviética podría derrumbarse de modo político antes que militar y para ello bastaría estimular el espíritu antisoviético de los pueblos "degenerados y sometidos a la URSS" de modo adecuado. Tales ideas no agradaron a Hitler ni a Himmler, que insistieron en la explotación y esclavización de los pueblos no alemanes como "única política" a seguir. 
Así, a lo largo de 1942 Rosenberg trató de cultivar aliados dentro de la Ucrania ocupada entre los nacionalistas del UPA y la OUN de Ucrania, para que auxiliasen el esfuerzo bélico alemán, mientras postulaba mantener la represión más severa contra los polacos y checos así como el exterminio de los judíos en suelo ucraniano. Tal política "pro-eslava" fue duramente criticada por Himmler y sus subordinados como Erich Koch, que insistían en tratar a todos los eslavos como Untermenschen o "subhumanos", sin distinciones. Igual resultado fallido tuvieron los intentos de Rosenberg por ganar el auxilio de los pueblos bálticos al Reich, en tanto Himmler y Koch exigieron que la explotación económica del Reichskommissariat Ostland tenía prioridad sobre las actividades de Rosenberg.

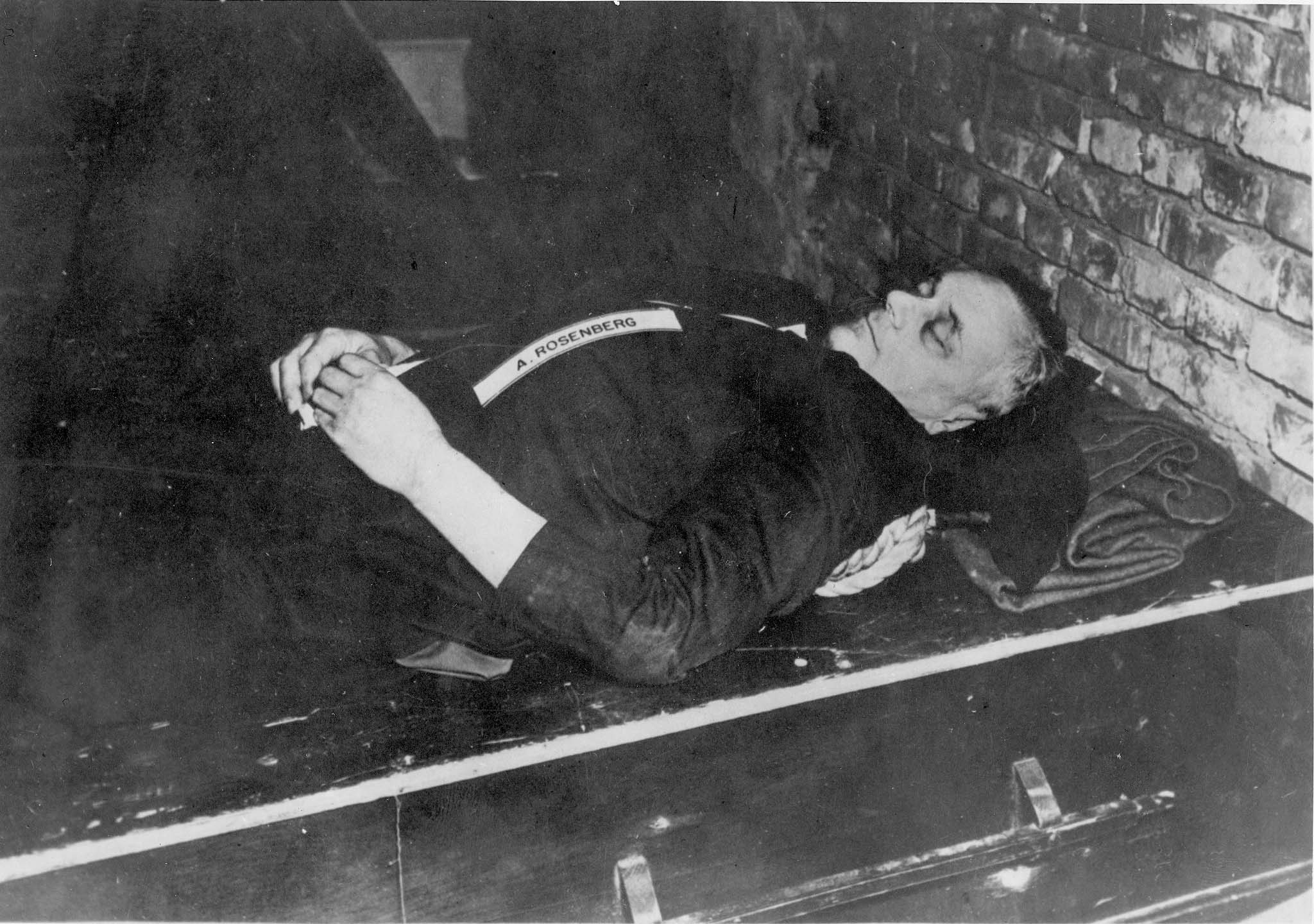
Rosenberg luego de ser colgado.

Al fracasar sus intentos de imponer sus políticas en Ucrania y Bielorrusia, y renovarse el empuje de las contraofensivas soviéticas a mediados de 1943, Rosenberg trabajó en promover la colaboración de voluntarios eslavos para el servicio en combate dentro de la Wehrmacht debido a las urgencias bélicas, pero Hitler rehusó por completo sostener tal proyecto. De hecho, el Ministerio del Este encargado a Rosenberg perdía cada vez más su razón de ser a lo largo de 1944 en tanto las SS eran el verdadero responsable político de la Europa Oriental ocupada, pero Rosenberg no fue destituido por Hitler sino simplemente marginado de toda decisión relevante.

### Juicio y ejecución
Perdida su influencia sobre Hitler, Alfred Rosenberg escapó hacia Holstein en mayo de 1945, pero fue detenido por la policía militar norteamericana mientras se escondía en un hospital para recuperarse de unas heridas. Más tarde, fue juzgado en Núremberg por haber promovido las operaciones de exterminio contra los judíos y eslavos en Europa Oriental, ante lo cual Rosenberg trató primero describir su interés por filosofías racistas y luego justificar (con bastante elocuencia) su filosofía racista y luego negó conocer los planes hitlerianos para la solución final (pese a que sus asistentes directos acudieron a la Conferencia de Wannsee en 1942).
Rosenberg fue condenado a muerte el 1 de octubre de 1946 por conspiración para librar una guerra de agresión, librar una guerra de agresión o crímenes contra la paz, crímenes de guerra y crímenes contra la humanidad, y ejecutado en la horca el 16 de octubre de 1946. Según Joseph Kingsbury Smith, que cubrió las ejecuciones para el Servicio Internacional de Noticias, Rosenberg fue el único condenado que, cuando se le preguntó en la horca si tenía alguna última declaración que formular, respondió con una sola palabra: "No".[cita requerida]
Su cuerpo, como los de los otros nueve hombres ejecutados y el de Hermann Göring, fue cremado en el Ostfriedhof en Múnich y las cenizas se dispersaron en un brazo de río del Isar.

## Vida familiar
Rosenberg se casó dos veces. Se casó por primera vez con Hilda Leesmann, una joven de origen étnico estonio en 1915, pero después de ocho años de matrimonio se divorciaron. Se casó en una Iglesia Católica de Alemania  con su segunda esposa, Hedwig Kramer, en 1925. El matrimonio duró hasta su ejecución en 1946. Rosenberg y Kramer tuvieron dos hijos, un hijo que murió en la infancia y una hija, Irene, que nació en el año 1930. Su hija se ha negado a todo contacto con cualquier persona que busque información sobre su padre. Irene tuvo un hijo en Argentina.

## Obras
- Unmoral im Talmud, 1920, Deutscher Volksverlag, Múnich ("Inmoralidad en el Talmud")
- Das Verbrechen der Freimaurerei: Judentum, Jesuitismus, Deutsches Christentum, 1921 ("El Crimen de la Francmasonería: Judaísmo, Jesuitismo, Cristianismo Germano")
- Wesen, Grundsätze und Ziele der Nationalsozialistischen Deutschen Arbeiterpartei, 1922, Deutscher Volksverlag, Múnich ("Ser, principios y objetivos del Partido Nacionalsocialista de los Trabajadores Alemanes")
- Pest in Russland. Der Bolschewismus, seine Häupter, Handlanger und Opfer, 1922, Deutscher Volksverlag, Múnich ("La peste en Rusia. El bolchevismo, sus cabecillas, secuaces y víctimas")
- Bolschewismus, Hunger, Tod, 1922, Deutscher Volksverlag, Múnich ("Bolchevismo, hambre, muerte")
- Der staatsfeindliche Zionismus. ("Sionismo, el enemigo del Estado"), 1922.
- Die Protokolle der Weisen von Zion und die jüdische Weltpolitik, 1923 ("Los Protocolos de los sabios de Sión y la Política Judía Mundial")
- Jüdischer Bolschewismus, Britons Pub. Society, 1923, ("El Bolchevismo Judío") junto con Ernst Boepple
- Der Mythus des 20. Jahrhunderts, 1930 ("El mito del siglo XX")
- Dietrich Eckart. Ein Vermächtnis, 1935 ("Dietrich Eckart: Un Legado")
- An die Dunkelmänner unserer Zeit. Eine Antwort auf die Angriffe gegen den „Mythus des 20. Jahrhunderts“, 1937 ("A los oscurantistas de nuestro tiempo: una respuesta a los ataques contra 'El mito del siglo XX'")
- Protestantische Rompilger. Der Verrat an Luther und der „Mythus des 20. Jahrhunderts“, 1937 ("Peregrinos protestantes de Roma: la traición de Lutero y 'El mito del siglo XX'")
- Grundlagen des Nationalsozialismus: Die Basis der neuen Ordnung ("Fundamentos del Nacionalsocialismo: Las Bases Del Nuevo Orden")
- Blut und Ehre ("Sangre y Honor")
- Portrait eines Menschheitsverbrechers, 1949, con comentarios analíticos por Serge Lang y Ernst von Schenck ("Memorias de Alfred Rosenberg: Con Comentarios")[24]
- Die Macht der Form, Desconocido ("El Poder de la Forma")

### Diario
Durante los juicios de Núremberg, el diario manuscrito de Rosenberg fue traducido por Harry Fiss, jefe de Documentación de la Acusación Estadounidense. El diario desapareció después de la ejecución de Rosenberg, porque el fiscal Robert Kempner lo había traído a los EE. UU. y evadido investigaciones sobre su paradero. Fue encontrado en noviembre de 2012 y en el año sucesivo se comprobó su autenticidad. Escrito en 425 páginas sueltas, con entradas que datan de 1936 a 1944, ahora es propiedad del Museo Conmemorativo del Holocausto de los Estados Unidos en Washington. Henry Mayer, el archivero principal del museo e hijo de un sobreviviente del Holocausto, pudo acceder al material y aunque "no se le dio suficiente tiempo para leer [la] entrada del diario de principio a fin," él "pudo ver que Rosenberg se centró en ciertos temas, incluida la brutalidad contra los judíos y otros grupos étnicos y obligar a la población civil de la Rusia ocupada a servir a Alemania."  Meyer también notó los "comentarios hostiles de Rosenberg sobre los líderes nazis", que describió como "sin barniz". Si bien algunas partes del manuscrito se habían publicado previamente, la mayoría se había perdido durante décadas. Robert King Wittman, el exagente de la Oficina Federal de Investigación que ayudó a localizar el diario, dijo, "no hay lugar en el diario donde tengamos a Rosenberg o Hitler diciendo que los judíos deberían ser exterminados, todo lo que dijo [el diario] fue ‘sácalos de Europa’". The New York Times dijo sobre la búsqueda del manuscrito perdido que "el enredado viaje del diario podría ser el tema de una miniserie de televisión".
A finales de 2013, el Museo Conmemorativo del Holocausto de los Estados Unidos mostró el documento de 425 páginas (fotos y transcripciones) en su página de inicio.